# Philippe Leroy
Philippe Marie Paul Leroy-Beaulieu (* 15. Oktober 1930 in Paris; † 1. Juni 2024 in Rom) war ein französischer Schauspieler.

## Leben
Leroy stammte aus einer aristokratischen Familie, sein Vater Paul Leroy-Beaulieu (1902–1999) war ein Marquis (Markgraf). Philippe verbrachte nach seinem Abschluss in Politikwissenschaften viele Jahre mit einem abenteuerlichen und gefahrvollen Leben, das ihn als Fallschirmjäger und Waffenhändler in die Vereinigten Staaten und in Kriegsgebiete nach Indochina und Algerien führte.
1960, mittlerweile wieder in seiner Heimatstadt Paris, wurde er für den Film entdeckt und debütierte in Jean Beckers Das Loch. Der großgewachsene, schlanke, athletische Darsteller mit kaltem Blick spielte zahlreiche Nebenrollen in französischen Filmen, fand jedoch größere Rollenangebote ab 1962 in Italien, wo er auf eine boomende Filmindustrie traf, die dem unermüdlichen Arbeiter zahlreiche Rollen in Filmen jeden Genres bot, sodass er auf eine Filmografie mit 190 Titeln zurückblicken kann. Immer wieder kehrte er auch für Auftritte in sein Heimatland zurück, daneben war er auch als Darsteller in Fotoromanzi zu sehen. Die Kritiker lobten seinen Mut, bei der Rollenauswahl ohne Scheu und Angst vor Fehlern auch Ungewohntes zu spielen. Er arbeitete mit zahlreichen wichtigen Regisseuren des italienischen Kinos wie Paolo Cavara, Carlo Lizzani, Riccardo Freda, Liliana Cavani, Fernando Di Leo, Sergio Sollima und Steno.
Mit Beginn der 1970er-Jahre war er auch immer wieder in Fernsehfilmen zu sehen. Deutschen Fernsehzuschauern aus jener Zeit ist er am ehesten als Freund und Partner von Sandokan – Dem Tiger von Malaysia in Erinnerung, einer französisch-deutsch-italienischen Fernsehserie aus dem Jahr 1976, die im April 1979 das erste Mal im Deutschen Fernsehen gezeigt wurde.
Leroy war mehrmals verheiratet: Nach der Ehe mit einer Vietnamesin und einer 1970 geschiedenen Verbindung mit einer Französin heiratete er Emma Bini. Er war der Vater der Schauspielerin Philippine Leroy-Beaulieu, auch er wurde gelegentlich mit seinem vollen Namen geführt.
Zwei Mal war er für einen Filmpreis nominiert, für seinen Debütfilm sowie für den Emmy auf Grund seiner Darstellung im Fernsehfilm La vita di Leonardo da Vinci, der 1971 gedreht wurde. Zeit seines Lebens blieb er passionierter Fallschirmspringer.
Leroy starb am 1. Juni 2024 nach langer Krankheit im Alter von 93 Jahren.

## Filmografie (Auswahl)
- 1960: Das Loch (Le trou)
- 1960: Die Ernte der sündigen Mädchen (Les filles sèment le vent)
- 1961: Mitternachtsmörder (Pleins feux sur l’assassin)
- 1961: Hörig (Senilità)
- 1962: Einer gegen Rom (Solo contro Roma)
- 1962: Schlüssel zum siebten Himmel (L’attico)
- 1963: Amore in vier Dimensionen (Amore in 4 dimensioni)
- 1963: 55 Tage in Peking (55 Days at Peking)
- 1963: Verrückter Sommer (Frenesia dell'estate)
- 1964: Cordoba (Llanto por un bandido)
- 1964: Die nackten Stunden (Le ore nude)
- 1964: Eine verheiratete Frau (Une Femme mariée)
- 1964: Wenn das die Männer wüßten (L’idea fissa)
- 1965: Eine Jungfrau für den Prinzen (Una vergine per il principe)
- 1965: Mandragola (La mandragola)
- 1965: 7 goldene Männer (Sette uomini d’oro)
- 1966: Ein fast perfekter Mörder (Delitto quasi perfetto)
- 1966: Geh ins Bett, nicht in den Krieg (Non faccio la guerra, faccio l’amore)
- 1966: Das Superding der 7 goldenen Männer (Il grande colpo dei sette uomini d’oro)
- 1966: Yankee
- 1967: Die längsten Finger hat Madame (La notte è fatta per… rubare)
- 1967: Das wilde Auge (L’occhio selvaggio)
- 1968: Huckepack (La matriarca)
- 1968: Mutterherz (Cuore di mamma)
- 1968: Buona Sera, Mrs. Campbell
- 1968: Wo, wann, mit wem? (Come, quando, perché?)
- 1969: Ohne viel von ihr zu wissen (Senza sapere niente di lei)
- 1969: Sein Ruhmestag (La sua giornata di gloria)
- 1971: Bratpfanne Kaliber 38 (…e alla fine lo chiamarono Jerusalem l’implacabile)
- 1971: Das Pferd kam ohne Socken (Ettore lo fusto)
- 1971: La vita di Leonardo da Vinci (Fernseh-Miniserie)
- 1972: Milano Kaliber 9 (Milano calibro 9)
- 1972: Roma Bene – Liebe und Sex in Rom (Roma bene)
- 1973: Kommando R.A.S. (R.A.S. – Rien à signaler)
- 1973: Maribel, die Sekretärin (Cebo para una adolescente)
- 1973: Auch Killer müssen sterben (La mano nera – prima della mafia, più della mafia)
- 1974: Die gnadenlose Hand des Gesetzes (La mano spietata della legge)
- 1974: In der Gewalt des Kindermörders (Fatevi vivi, la polizia non interverra)
- 1974: Der Nachtportier (Il portiere di notte)
- 1975: Libera, Amore Mio (Libera, amore mio)
- 1976: Giacomino – Odyssee eines Kindes (La linea del fiume)
- 1976: Hector, der Ritter ohne Furcht und Tadel (Il soldato di ventura)
- 1976: Sandokan – Der Tiger von Malaysia (Sandokan) (Fernseh-Miniserie)
- 1977: Der Kater läßt das Mausen nicht (Il gatto)
- 1977: Mannaja – Das Beil des Todes (Mannaja)
- 1978: Covert Action – Rauschgift tötet leise (Sono stato un agente C.I.A.)
- 1979: Don Tango – Hochwürden mit der kessen Sohle (Qua la mano)
- 1979: Jetzt oder nie (Courage, fuyons)
- 1980: Country Lady (Tranquille donne di campagna)
- 1983: Himmel und Hölle (State buoni se potete)
- 1984: Der Diamantenbaum (L’albero dei diamanti) (Fernsehfilm)
- 1985: Leidenschaften (Interno Berlinese)
- 1985: Quo Vadis? (Fernseh-Miniserie)
- 1986: Die Frau von der Fähre (La donna di traghetto)
- 1987: Der Schatz im All (L’isola del tesoro) (Fernseh-Miniserie)
- 1989: Winter 54 (L’Hiver 54 – l’abbé Pierre)
- 1990: Nikita
- 1992: Krieg der Bosse (Due vite, un destino)
- 1993: Familie verzweifelt gesucht (Cherché famille deséspérement)
- 1993: Kommissar Moulin (Commissaire Moulin) (Fernsehserie, Gastrolle)
- 1996: Zwei Engel mit vier Fäusten (Noi siamo angeli) (Fernsehserie, Gastrolle)
- 1997, 1999: Une femme d’honneur (Fernsehserie, 2 Folgen)
- 1999: Kommissar Navarro (Navarro; Fernsehserie, 1 Folge)
- 2003–2006: Frank Riva (Fernsehserie)
- 2004: Der Hals der Giraffe (Le cou de la girafe)
- 2007: The Mother of Tears (La terza madre)
- 2009: Don Matteo (Fernsehserie, 7. Staffel)
- 2017: Für dich soll’s ewig Rosen geben (Chi salverà le rose?)
- 2018: Hotel Gagarin